# U-Bahn-Station Seestadt
Seestadt is een metrostation in het district Donaustadt van de Oostenrijkse hoofdstad Wenen. Het station werd geopend op 5 oktober 2013 en wordt bediend door lijn U2.

## Omgeving
Het station werd geopend toen de Seestadt Aspern nog gebouwd moest worden op het terrein van het in 1977 gesloten vliegveld Aspern. Het station is het zuidelijke van de twee metrostations van het nieuwbouwproject en ligt op een viaduct over een kunstmatig meer, de Asperner See. Het eilandperron is geheel overdekt en kent toegangen op beide oevers van het meer. Ten zuiden van het station liggen bij de Ada-Lovelace-Straße vier keersporen en een stallings- en onderhoudshal voor zes lange treinstellen. Het is voor het eerst in de Weense metrogeschiedenis dat een dergelijk complex op een viaduct gebouwd is. Het busstation waar de stadsbussen naar Essling en het zuidwestelijke deel van Seestadt stoppen ligt bij de zuidelijke stationstoegang aan de Seestadtstraße. Het gebied aan de noordkant van de Asperner See is nog in aanbouw.

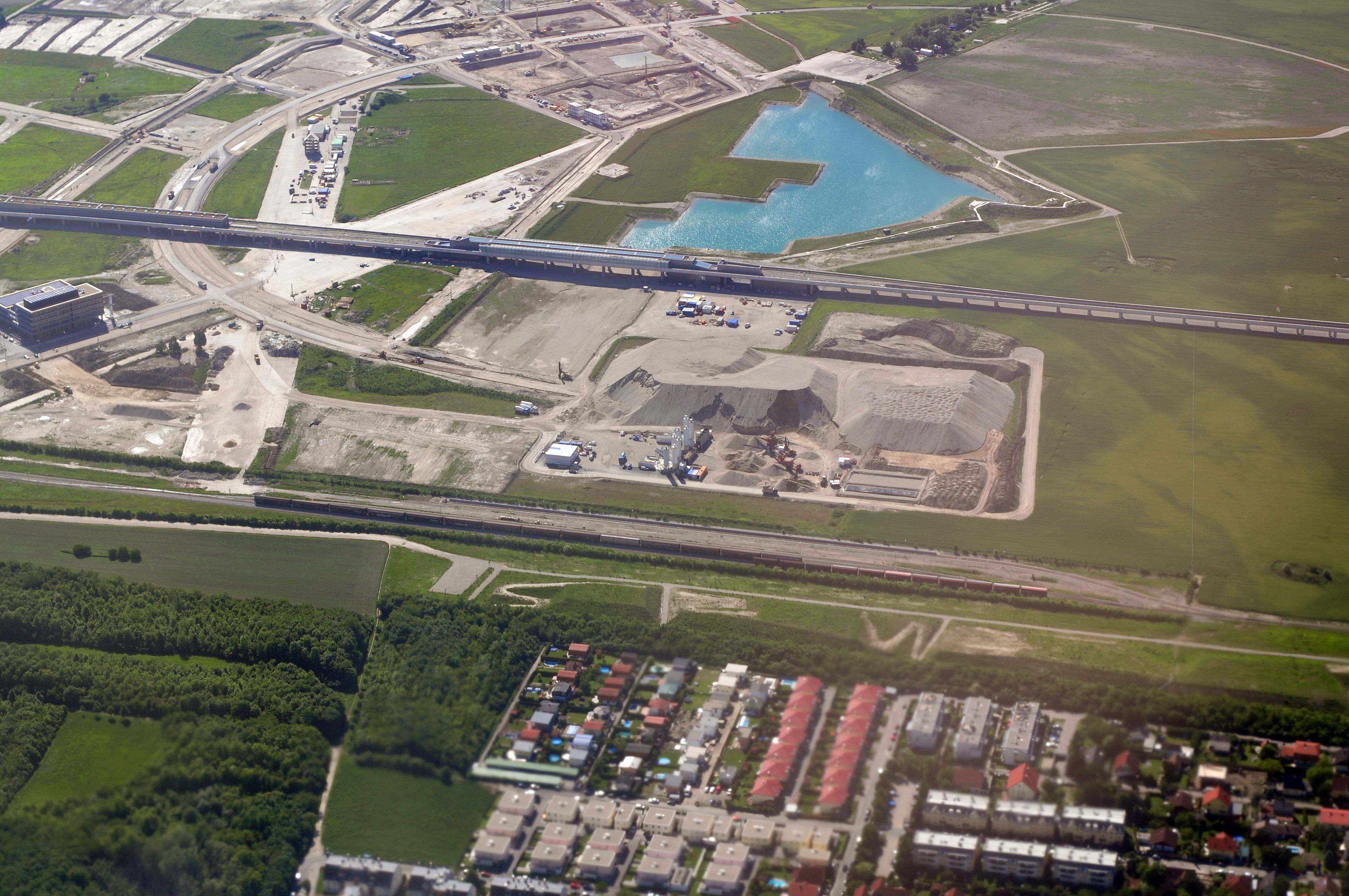
Het station op 22 mei 2013.
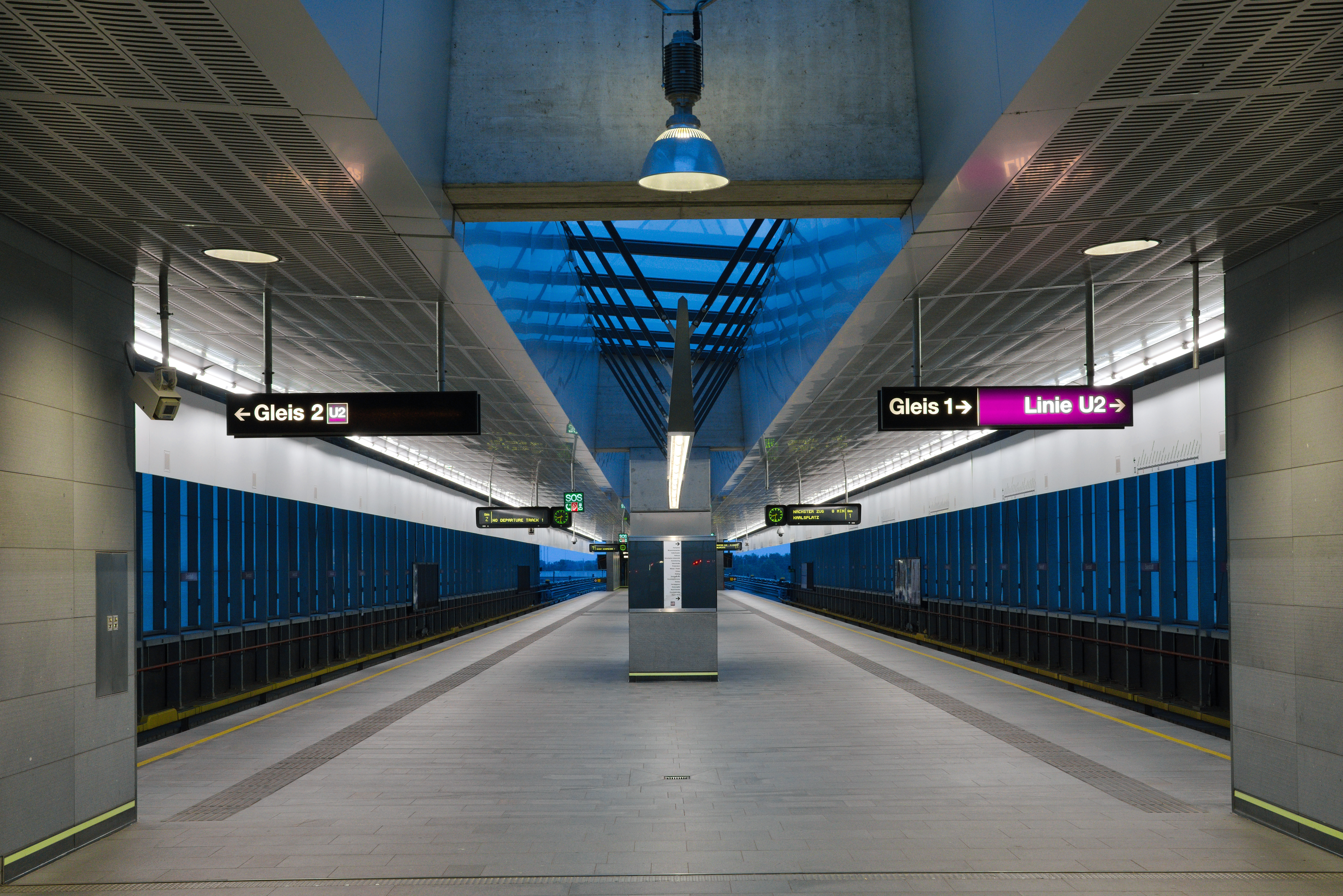
Het perron.